# Rothera Point
Der Rothera Point ist eine Landspitze im Südosten der Adelaide-Insel westlich der Antarktischen Halbinsel. Sie liegt auf der Ostseite der Einfahrt zur Ryder Bay.
Teilnehmer der Fünften Französischen Antarktisexpedition (1908–1910) unter der Leitung des Polarforschers Jean-Baptiste Charcot kartierten sie. Das UK Antarctic Place-Names Committee benannte sie 1960 nach John Michael Rothera (* 1935), Geodät des Falkland Islands Dependencies Survey auf der Station von Horseshoe Island im Jahr 1957 und der Station auf der Detaille-Insel im Jahr darauf. Die Landspitze ist seit 1975 Standort der britischen Rothera-Station.